# Thaina Fields
Abigail Esther Paredes Campos (Trujillo, 22 de abril de 1999-Trujillo, 6 de enero de 2024), más conocida como Thaina Fields, fue una actriz pornográfica y trabajadora sexual peruana. Trabajó en la industria de la pornografía en desde 2018 hasta su muerte en 2024.

## Biografía
Thaina Fields, cuyo nombre de pila es Abigail Esther Paredes Campos, nació el 22 de abril de 1999 en la ciudad de Trujillo, ubicada a 555 km al norte de Lima, Perú.

### Carrera y vida personal
Desde temprana edad, Abigail mostró un gran interés por los temas relacionados con la salud mental. Admiraba a Sigmund Freud y en su juventud aspiraba a estudiar Medicina, Psicología o Derecho. Sin embargo, sus sueños académicos se vieron truncados debido a dificultades económicas.

Desde una edad temprana, Abigail se dedicó al trabajo sexual. En una entrevista, confesó:
"Todos los que han estado conmigo saben que hemos estado por un interés promedio: yo les daba mi cariño y ellos me daban lo que podían económicamente".
Con los ingresos obtenidos, logró someterse a diversas cirugías estéticas, incluyendo un aumento de senos.
En 2018, inició su carrera en la industria del cine para adultos con la compañía Milky Perú, lo que le otorgó notoriedad. No obstante, también enfrentó ataques misóginos, especialmente en Lima y en su ciudad natal, Trujillo.

A lo largo de su carrera, denunció los abusos y la explotación en la industria del entretenimiento para adultos. Expresó en una ocasión:
"La sociedad está hecha mierda (...) grabamos profesionalmente, es un trabajo, es parte del porno. Pero [la gente piensa] 'esa es actriz porno y le puedo decir y hacer lo que quiera'".
Fuera de su vida pública, Fields se dedicaba a la reflexión y la divulgación de temas relacionados con la salud mental y la sexualidad. En sus tiempos libres, realizaba pódcasts donde hablaba sobre su relación de pareja, salud sexual, sexualidad masculina, el machismo en el Perú y los estudios del comportamiento humano.

En una entrevista con Emojis TV, en mayo de 2023, reveló que nunca se había enamorado, pero que sus relaciones siempre habían estado ligadas a un intercambio económico:
"Todavía no me he llegado a enamorar, nadie a los 24 años se enamora todavía. Me he conocido tanto, he llegado a explorarme tanto, para que me llegue a enamorar tiene que ser igual que yo, tiene que ser mi alma gemela. Es complicado, porque la vida es un canje, hoy tú vas entregando algo y mañana te entregan algo."
Además, denunció que fue víctima de abuso sexual tras ingresar a la industria para adultos:
"Sí, he sufrido acoso sexual y abuso sexual después de crear esta clase de contenido. Es fuerte, pensaban que para ser actriz de cine para adultos podían darme por dónde querían, yo llegaba, me bañaba y lloraba. Lo dejaba pasar bastante tiempo. En las calles es terrible, literalmente como estoy vestida, salgo de mi casa al Uber y ya. Cuando tengo que trabajar, tengo que meterme en el personaje, pero es complicado porque la sociedad está hecha mierda. Como actriz, grabamos profesionalmente, es ficción."
Tenía un hijo.

### Problemas de salud mental
Fields confesó en varias entrevistas que sufría de distimia, trastorno obsesivo-compulsivo y psicosis, por lo que recibió terapia. A pesar de sus esfuerzos por mejorar su salud mental, las dificultades emocionales y sociales siguieron presentes en su vida.
Además, relató en varias oportunidades que fue víctima de abuso sexual dentro de la industria pornográfica, lo que le generó una fuerte carga psicológica.

## Muerte
El 6 de enero de 2024, allegados a la actriz informaron a través de redes sociales que fue encontrada sin vida en su hogar en Trujillo (Perú). Diversos medios de comunicación peruanos reportaron que Thaina Fields se quitó la vida ingiriendo veneno. Sin embargo, su familia no emitió un pronunciamiento oficial sobre las circunstancias de su fallecimiento.
Su muerte generó un gran impacto en la comunidad y reavivó el debate sobre la salud mental, la violencia de género y las condiciones de trabajo en la industria del entretenimiento para adultos.